# Урак (долина)
Урак — долина, окружённая горами в округе Кветта провинции Белуджистан, на западе Пакистана. Долина Урак расположена недалеко от озера Ханна, в 28 километрах от города Кветта. В долине Урак проживает 10 000 человек, и почти все — какары (являются субплеменем пуштунов). Пуштуны — одно из крупнейших племен в Пакистане и Афганистане. В долине выращивают яблоки хорошего качества и несколько других фруктов.

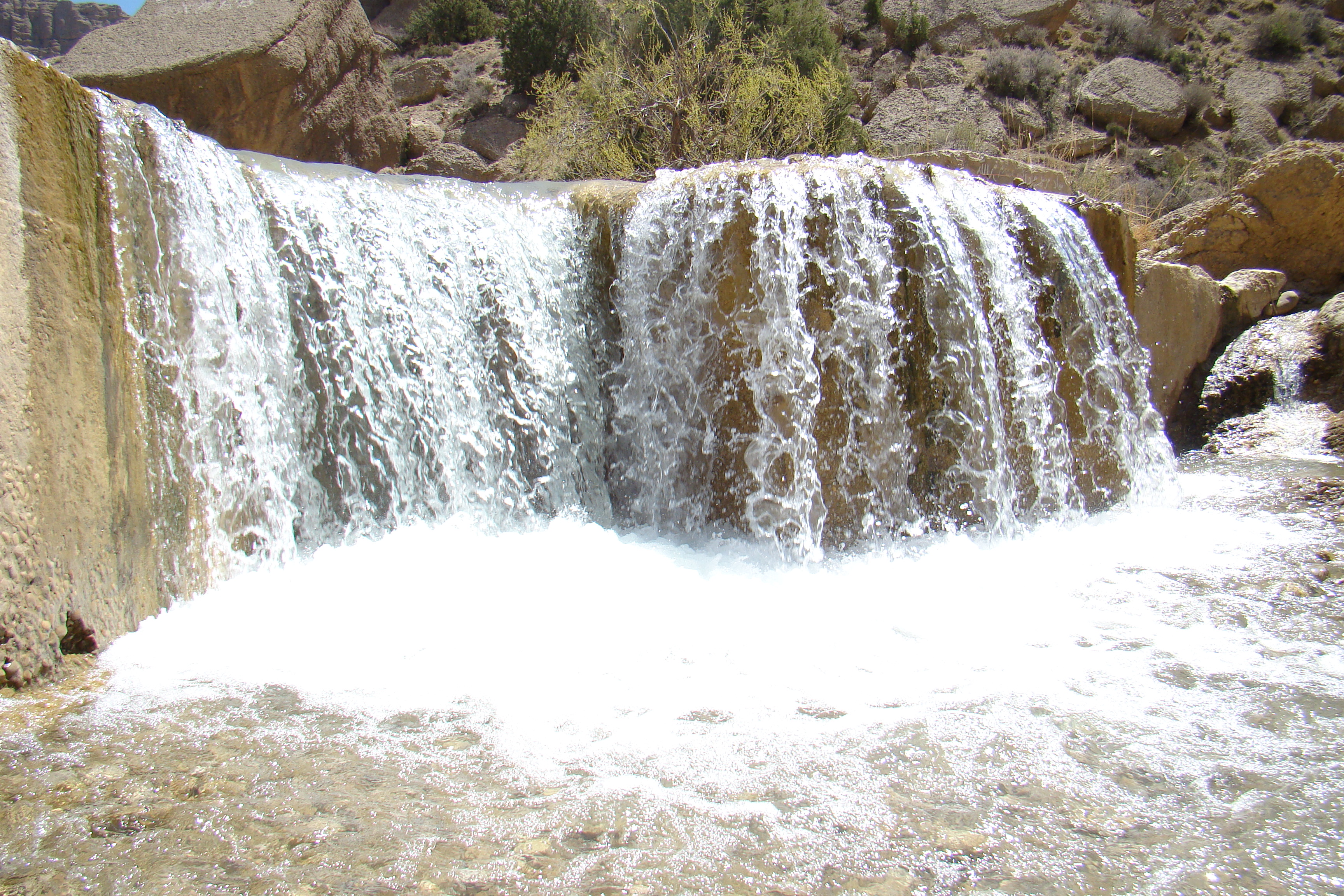
Водопад Ханна-Урак
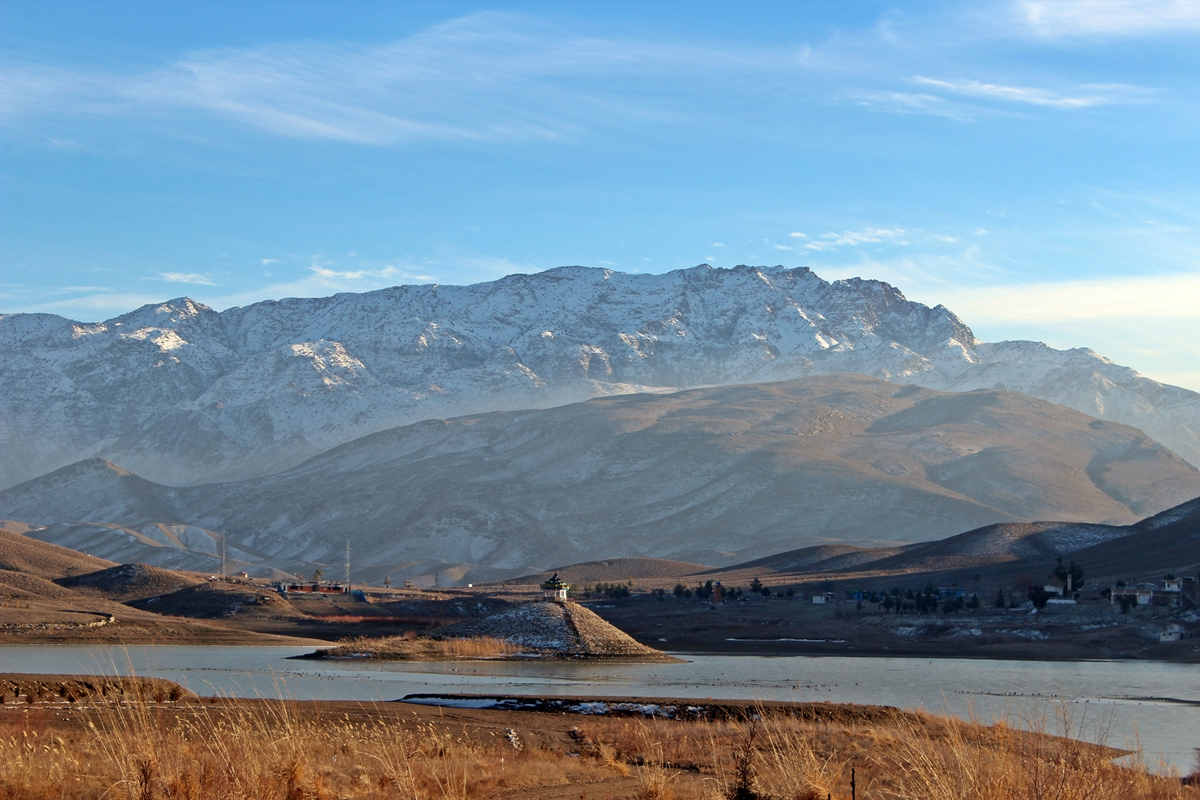
Озеро Ханна
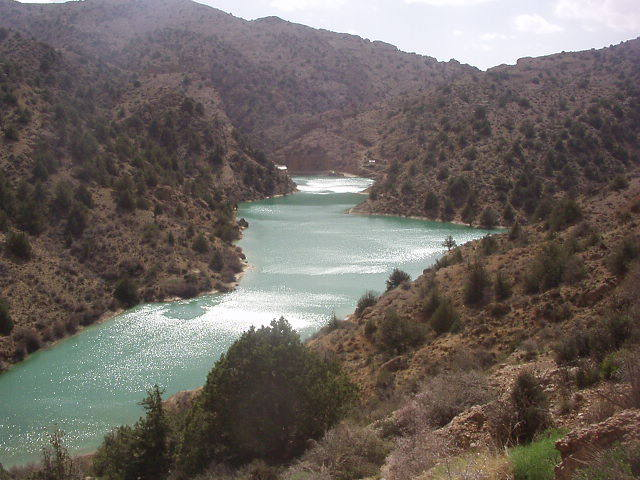
Дамба на реке
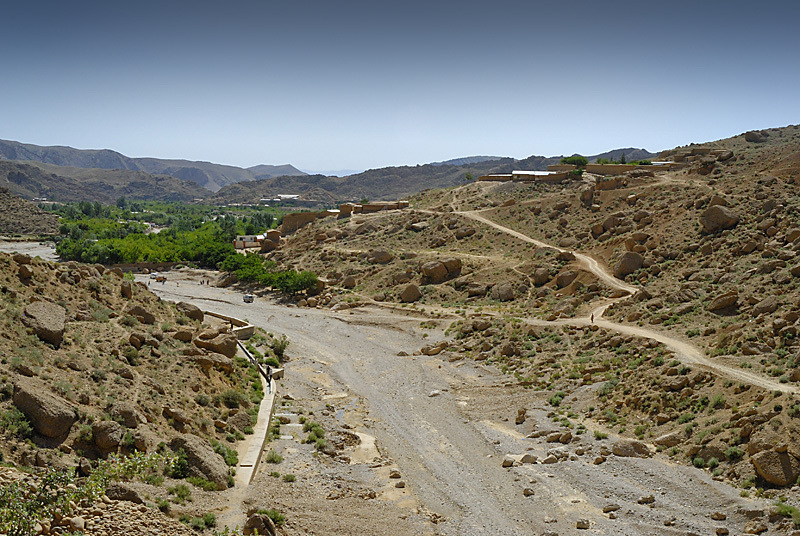
Дорога в долине